# Bratslav
Bratslav (en ucrainès: Брацлав, en polonès: Bracław) és una població de la província de Vínnitsia, a Ucraïna. El 2020 tenia 5092 habitants.
Bratslav és la capital històrica de la Podíl·lia. Bratslav es a la vora del Buh Meridional i es troba a 17 quilòmetres al sud-est de Nemirov, a 55 quilòmetres al sud-est de Vínnitsia i a 211 quilòmetres al sud-oest de Kíev.
El castell de Bratslav va ser construït l'any 1362 al territori de l'aleshores principat de Galítsia-Volínia. L'any 1479 els tàtars de Crimea van destruir el barri al voltant del castell i van matar sis-cents habitants, inclosos quatre-cents jueus. Sempre va tenir una important comunitat jueva, que va patir regularment persecucions (el 1648; 1664…).
Va servir com a important fortificació fronterera contra els imperis islàmics al sud. Malgrat les fortificacions considerables, va ser conquerida pel Kanat de Crimea el 1551. El 1569, va rebre els drets de ciutat, segons els drets de Magdeburg del rei polonès Segismón II i d'aleshores ençà ha sigut una ciutat lliure.
En no tenir connexió ferroviaria, des del segle xix va decaure. Entre 2001 i 2020 ha perdut un miler d'habitants.